# Distrito 7.º de Lánao
El Distrito 7º de Lánao fue uno de los siete distritos o provincias en los que a finales del siglo XIX se hallaba dividida la isla de Mindanao, perteneciente a la Capitanía General de Filipinas (1521-1899).

## Límites y superficie

Vista de Marawi.

Comprendía este distrito todo el territorio de Lanao, extendiéndose, además, por el Norte hasta Lumbayanegui, y por el Sur hasta la divisoria de las aguas entre la laguna de Lanao y la bahía de Illana.

"...Siendo de muy reciente creación este distrito y no habiendo dominado completamente en él las armas españolas, no se pudieron formar poblaciones ni censo del número de sus habitantes, reduciéndose la -población á la flotante de los campamentos..."

"...Los infieles moros malanaos son en gran número; en solo Uato habrá unas 4,000 almas, y en las
rancherías, que pueblan las costas de la laguna, viven más de 100,000..."

"...La lengua que se habla en este distrito es el moro en su dialecto malanao...."
El Archipiélago Filipino.
 Colección de datos. 
Por algunos padres de la Misión de la Compañía de Jesús en estas islas.

## Pueblos, visitas y barrios

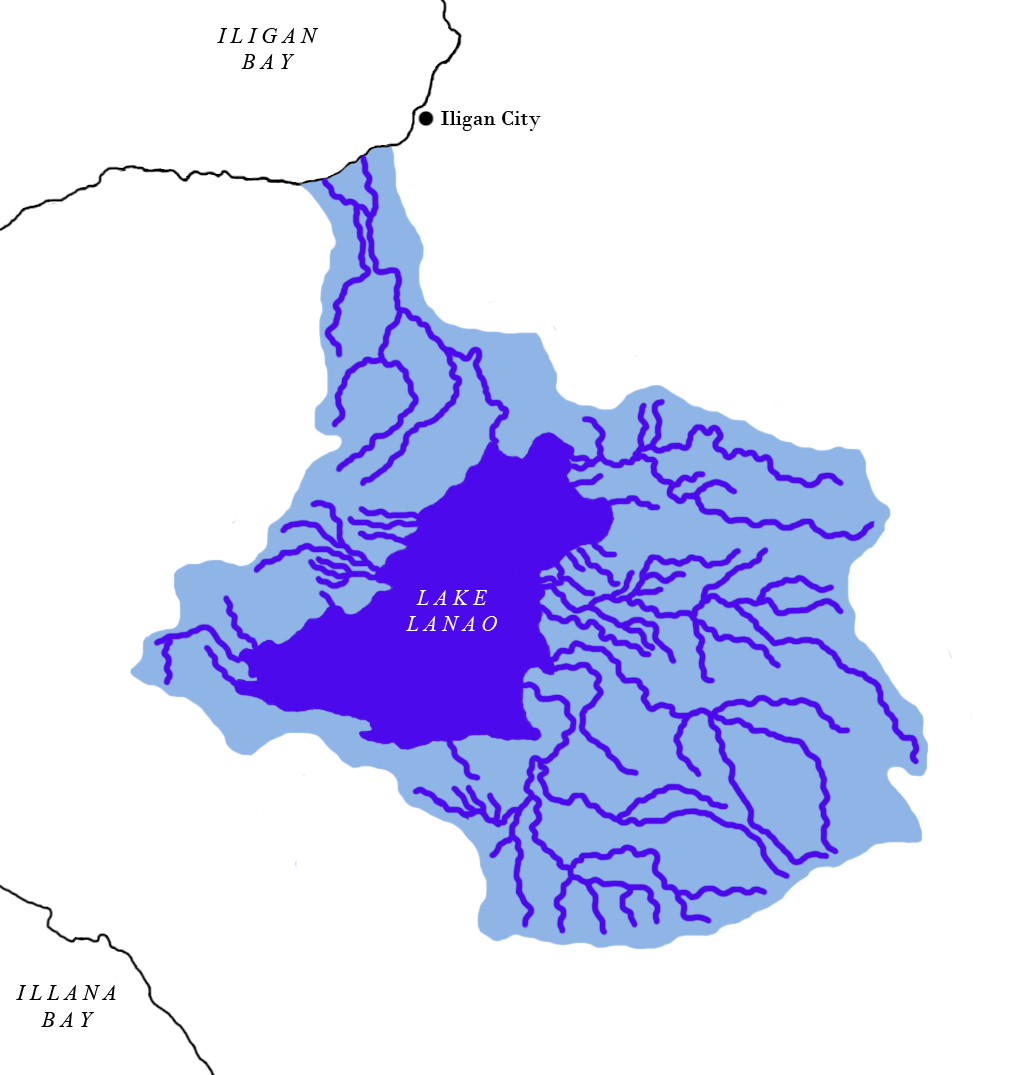
Cuenca del río Agus y lago Lanao.

No hay pueblo civil alguno constituido y sólo sí había varios destacamentos y fuertes, siendo el principal el de Marahui.
Lo más notable de este distrito es la laguna, de la que ha tomado aquel su nombre de Lanao.

"...El extremo septentrional de esta laguna corresponde casi á los 8° de latitud N. y su orilla occidental á los 124° 19' de longitud E. de Greenwich, es decir, casi al meridiano de Iligan...."

"...Está, pues, en la parte más oriental y más ancha del istmo, que separa las bahías de Iligan é lllana..."

"...La laguna es muy profunda y hay lugares de 3 á 5 brazas de agua; mide unas 8 leguas de largo y tiene seis islas, en la mayor de las cuales, llamada Nuza, hay más de 500 casas..."

"...Desagua la laguna por una cascada en el río Iligan...."
El Archipiélago Filipino.
 Colección de datos. 
Por algunos padres de la Misión de la Compañía de Jesús en estas islas.

Según Martel de Gayangos, el pueblo moro principal de los alrededores de la laguna es Ganasi; también es importante Taraca situado al Este.

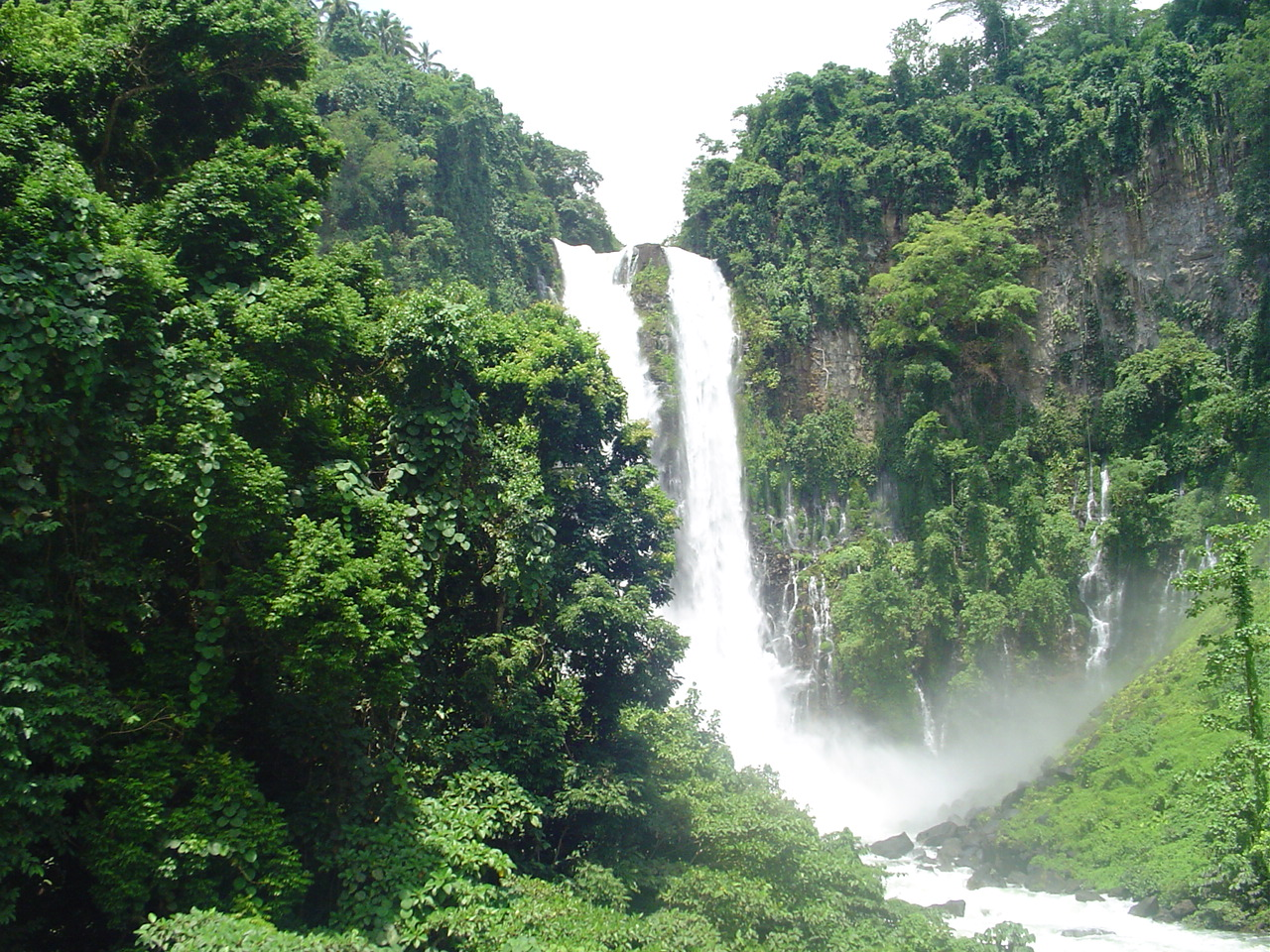
Cataratas de María Cristina.

La laguna se halla rodeada de pueblos o rancherías; siguiendo por la derecha de Ganasi se encuentra Uato y luego más de 60 rancherías.

## Gobierno
Está a cargo de un coronel o teniente coronel según las conveniencias del servicio.
En Marahui reside el comandante y la plana mayor de la Primera brigada de la división destinada a Mindanao.

## Historia
Este Distrito fue creado a finales del siglo XIX, el 8 de octubre de 1895, su territorio,  segregado de los distritos 5º de Cottabato y 2º de Misamis, no fue  dominado completamente por  las armas españolas.